# Kerstin Gavler

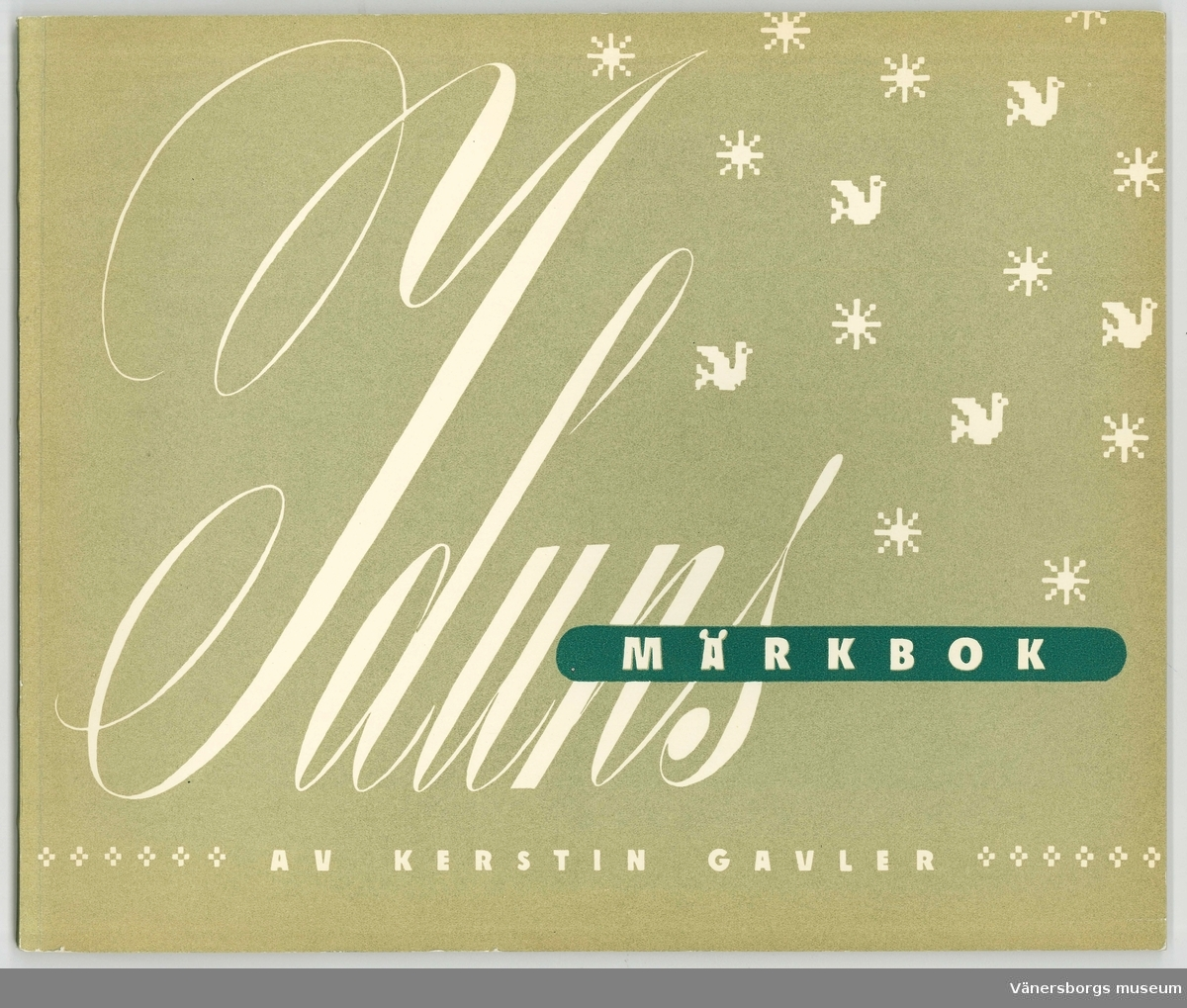
Iduns Märkboks framsida.

Kerstin Gavler, född Hääger 1915, död 1966, var en svensk textilkonstnär. Hon finns bland annat representerad på Nationalmuseum, och tog fram en design för Postens kvinnliga brevbärares uniformer. 

## Biografi
Kerstin Gavler var dotter till löjtnanten Martin Hääger och Augusta Andersson. Hon gifte sig 1941 med Martin Gavler, och 1950 fick de barnet Åsa.
Gavler utbildade sig till textilkonstnär och lärare i teckning vid Konstfack. Efter sin utbildning arbetade hon vid Konstfack som lärare i applikationsteknik, textila alfabet och knyppling.
1945 skrev och illustrerade Gavler Iduns Märkbok. 1946 skrev och illustrerade hon även Iduns Mönsterbok.
1955–1957 komponerade hon ett antal broderier åt Östergötlands hemslöjdsförening (ÖLH), bland annat designen "Äpplet". Hon tog även fram en design för Postens kvinnliga brevbärares uniformer.
Gavler finns representerad med tygtrycket "Solrosen" på Nationalmuseum.
Tillsammans med sin make var Kerstin Gavler bland annat med och grundade Österåkers konsthall.